# ユーラシア経済共同体

2014年のユーラシア経済共同体

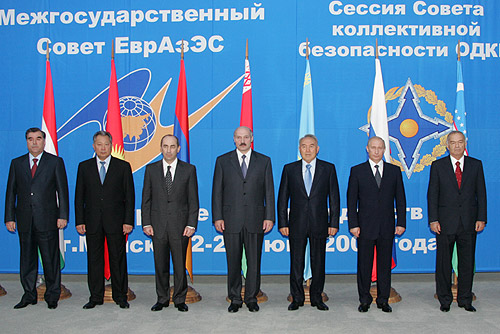
ユーラシア経済共同体と集団安全保障条約の首脳会談

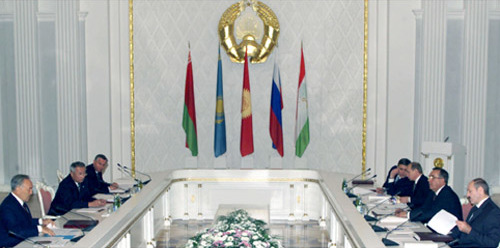
2001年5月31日のユーラシア経済共同体サミット

ユーラシア経済共同体（EAEC、EurAsEC）とは、かつて2000年から2014年にかけて存在していた経済共同体の一つ。加盟国の経済統合を目的とした地域組織であった。

## 概略
当該組織はロシア、ベラルーシ及び中央アジアの4ヶ国からなる共同体である。
2000年10月10日にカザフスタンのアスタナで創設条約を調印。

## 加盟国

### 正加盟国
- ロシア
- ベラルーシ
- カザフスタン
- ウズベキスタン
- タジキスタン
- キルギス

### オブザーバー
- ウクライナ
- アルメニア
- モルドバ

## 歴史
ロシアのドミートリー・メドヴェージェフ大統領は2008年12月25日、ベラルーシ、カザフスタンと共同市場を創設すると発表したが、ベラルーシのアレクサンドル・ルカシェンコ大統領が難色を示したことで、創設は2012年1月1日に先送りとなった。
2010年1月1日にロシア、ベラルーシ、カザフスタンとの間でユーラシア関税同盟が発足した。
2011年10月3日、プーチンはベラルーシ、カザフスタンを構成国とする新たな連邦国家「ユーラシア連合」の創設を提案した。プーチンはユーラシア連合を「ソ連の最適値」と呼び、普遍的な価値として自由民主主義や市場経済を否定しないとした。同年11月、ユーラシア経済共同体の最高意思決定機関である国家間評議会は最高ユーラシア経済評議会、関税同盟委員会はユーラシア経済委員会に改称された。
2015年1月1日、ロシア、ベラルーシ、カザフスタンで構成されるユーラシア経済連合（EEU）が発足し、翌2日にはアルメニアが加盟した。EEU発足に伴い、域内の経済統合の推進母体となっていたユーラシア経済共同体（EurAsEC）は活動を終了した。

## その他
Technical Regulation順守を条件に"EAC" markを付け、製品を流通させることができる。